# Emil Fenyvessy
Emil Fenyvessy (n. 31 mai 1859, Terňa, Prešovský kraj, Slovacia – d. 31 martie 1924, Budapesta, Regatul Ungariei) a fost un actor maghiar.
Emil Fenyvessy s-a născut ca Emil Teitelbaum într-o familie de evrei din Ternye, Ungaria (acum, Terňa, Slovacia). A decedat la Budapesta în 1924.

## Filmografie (selecție)
- Diamantele negre (1917)
- Anna Karenina (1918)
- Yamata (1919)
- Oliver Twist (1919)
- Trandafirul alb (1919)
- Tragödie im Hause Habsburg (1924)